# Francesco Orlando
Pour les articles homonymes, voir Orlando.
Francesco Orlando, né le 2 juillet 1934 à Palerme et mort le 22 juin 2010 à Pise, est un critique littéraire, essayiste italien et professeur d'université. Il est spécialiste de la littérature française. Il est également connu pour ses idées anti-post-structuralistes, structuralistes et marxiste.

## Biographie

### Enfance et adolescence
Francesco Orlando est né à Palerme dans une famille bourgeoise : son père, Camillo Orlando, est avocat et petit-fils de Vittorio Emanuele Orlando, Président du Conseil italien. Après le début de la guerre, la famille d'Orlando se voit dans l'obligation d'emménager dans la maison de campagne de Terrasini, où Orlando entame ses premières études. En 1943, à la suite du débarquement des Américains en Sicile, sa famille revient à Palerme, où le jeune Orlando s'inscrit au lycée jésuite pour ensuite passer au lycée public.
Les années du lycée sont décisives pour sa formation intellectuelle ; il commence à s'intéresser à la musique, à la littérature et au théâtre. L'environnement familial d'Orlando est stimulant : les Orlando organisent souvent des soirées musicales dans lesquelles le jeune Francesco est amené à jouer du piano et à chanter.
L'immense bibliothèque de son père lui permet de se consacrer à des lectures extrêmement variées : à l'âge de 15 ans, il publie d'ailleurs une traduction libre de Hernani de Victor Hugo.

### Formation universitaire et carrière
Après avoir complété des études en droit à l'Université de Palerme, à l'instar de son père, il change de vocation et s'inscrit à la faculté de Lettres en 1955. Par l'entremise du baron Pietro Sgàdari di Lo Monaco, Orlando fait la rencontre du prince et écrivain sicilien Giuseppe Tomasi di Lampedusa. Il prend part à son cercle littéraire, où il reçoit des leçons d'anglais, de littérature anglaise et de littérature française. C'est à cette occasion qu'il entend parler, pour la première fois, de la psychanalyse par l'intermédiaire de l'épouse de son maître, Alexandra Wolff Stomersee, élève de Sigmund Freud. Il consacrera d'ailleurs deux livres à Tomasi, à ses œuvres et à ses rapports avec lui: Ricordo di Lampedusa (Souvenir de Lampeduse, L'inventaire, 1997) et L'intimità e la storia - Letture del Gattopardo (L'intimité et l'Histoire - Lecture du Guépard, Classiques Garnier, 2014). En se basant sur la théorie freudienne de la littérature, il étudie la formation de compromis, l'impératif fonctionnel et l'impératif rationnel.
À la suite d'une rencontre avec le professeur de l'Université de Pise Angelo Pizzorusso, lequel remarque son potentiel, Orlando devient son élève et se spécialise en littérature française. Ses études aboutiront à sa première œuvre savante, L'opera di Louis Ramond (Feltrinelli, 1960), consacrée au géologue, botaniste et explorateur français Louis Ramond de Carbonnières. En 1959, il gagne une bourse d'études pour Paris, où il travaille sur une thèse intitulée Rotrou dalla tragicommedia alla tragedia (Bottega d'Erasmo, 1963), thèse qui constitue une importante contribution pour les études sur le théâtre baroque français, 
En 1967, il devient professeur de littérature française à la Faculté de Lettres et Langues étrangères de l'Université de Pise. Pendant les événements de mai 1968, il se montre favorable aux revendications du mouvement étudiant, mais désireux de voir les activités académiques conserver leur déroulement régulier, il demande que les perturbations au calendrier soient limitées. À la suite de cet épisode, au tournant de l'année 1970, il sollicite un transfert à l'Université de Naples - Frédéric II, mais maintient néanmoins des liens étroits avec Pise jusqu'à son passage à l'Université "Ca' Foscari" de Venise, en 1975.
En 1971, il publie Lettura freudiana della «Phèdre» (Lecture freudienne de la « Phédre », Belles Lettres, 1986), cours donné à l'Université di Pise qui constitue le premier volume de son cycle freudien. La relecture logique et formelle de l'œuvre freudienne, en tant qu'outil d'analyse textuelle appliqué à la littérature, la confrontation avec la sémiotique et la linguistique structurale lui valent une réputation internationale.
Il se rétablit à Pise en 1982, et reprend son ancien poste de professeur de Littérature à l'Université de Pise. Il devient, en 1994, le premier professeur chargé d'un cours de Théorie de la Littérature en Italie.
En 1993, la maison d'édition Einaudi publie Gli oggetti desueti nelle immagini della letteratura (Les objets désuets dans l'imagination littéraire, Classiques Garnier, 2010), traduit en français et publié quelque peu après la mort d'Orlando, en 2010. 
Il met fin à sa carrière universitaire en 2004, mais poursuit ses recherches en littérature et publie son premier roman, intitulé La doppia seduzione (Einaudi, 2010).
Il meurt à Pise en 2010.

## Les objets désuets dans l'imaginaire littéraire
Les objets désuets dans l'imaginaire littéraire, texte publié en italien dès 1993, est considéré comme l'œuvre majeure de Francesco Orlando. Le théoricien y soutient que l'effort théorique de la définition de la littérature est complémentaire à la lecture passionnée des textes de la tradition occidentale, de l'Antiquité au XIXe siècle.
Le nœud théorique du livre demeure dans la vision orlandienne ambivalente du temps : le temps détruit ou valorise, mais peut aussi faire les deux en même temps. Selon Orlando, cette ambivalence fondamentale est une constante anthropologique de l'homme, qui peut être valorisée par la littérature car elle a le droit de s'attarder sur la représentation de choses inutiles et répugnantes, tout en en revendiquant leur valeur esthétique. La prolifération de ce genre d'images littéraires, dans la perspective d'Orlando, témoigne d'une contestation des critères d'ordre, efficience et fonctionnalité typiques de la société bourgeoise.

## Formation des compromis
Francesco Orlando est un de ces nombreux philosophes qui ont observé le rapport de la philosophie et de la littérature, que ce soit un rapport d'opposition ou de complémentarité. La priorité de la philosophie a longtemps été l'impératif rationnel, c'est-à-dire la nécessité que le principe de contradiction soit appliqué dans toute connaissance ou théorie. Orlando lui-même postule qu'il est impossible ou interdit de trouver dans le monde conscient un principe de non-logique vu que la conscience est régie par les règles de la vie formelle et c'est cette structure-là, formelle, qui l'intéresse. Mais Orlando est également influencé par la théorie freudienne de l'inconscient qu'il perçoit comme une réaction à l'impératif rationnel imposé par la pensée philosophique. Par conséquent, il réussit à trouver un lieu où les contradictions ne sont pas rejetées; il s'agit de l'inconscient où les contradictions co-existent loin de la rationalité. Par exemple, dans le royaume des rêves, tout est possible. Cet inconscient prend aussi forme avec la littérature qui viole l'impératif de logique. Par exemple, l'ironie est un moyen de concilier les contradictions, d'où la formation des compromis au sein de la littérature.

## Œuvres
- La foresta è tutta del sole. 1949-1954, poésie, S.F. Flaccovio editore, 1954
- L'opera di Louis Ramond, Feltrinelli, 1960
- Routrou dalla tragicommedia alla tragedia, Bottega d'Erasmo, 1963
- Ricordo di Lampedusa, All'insegna del pesce d'oro, 1963 ; 1985
- Per una teoria freudiana della letteratura, Einaudi, 1965 ; 1973, 1987, 1992
- Infanzia, memoria e storia da Rousseau ai romantici, Liviana, 1966 ; Pacini, 2007
- Proust, Sainte-Beuve e la ricerca in direzione sbagliata, in Critica e storia letteraria: studi offerti a Mario Fubini, Liviana, 1970
- Lettura freudiana della « Phèdre », Einaudi, 1971 ; Due letture freudiane: Fedra e il Misantropo, 1980 ; 1990
- Introduzione a Sigmund Freud, Il motto di spirito e la sua relazione con l'inconscio, Boringhieri, 1975
- Lettura freudiana del Misanthrope e due scritti teorici, Einaudi, 1979 ; 1990
- Illuminismo e retorica freudiana, Einaudi, 1982 ; Illuminismo, barocco e retorica freudiana, 1997
- « Rhétorique des Lumières et dénégation freudienne », Poétique, n° 41, février 1980, pp. 78–89
- Le costanti e le varianti : studi di letteratura francese e di teatro musicale, Il Mulino, 1983
- « Freud and Literature. Eleven Ways He Did It », in Poetics, 1984
- « Letteratura e psicanalisi: alla ricerca dei modelli freudiani », in Letteratura italiana, IV, L’interpretazione, Torino, Einaudi, 1985, pp. 549–587
- Gli oggetti desueti nelle immagini della letteratura. Rovine, reliquie, rarità, robaccia, luoghi inabitati e tesori nascosti, Einaudi, 1993 ; 1994, 2010, Classiques Garnier, préface de Carlo Ginzburg
- Introduzione a William Beckford, Vathek : racconto arabo, Marsilio, 1996
- L'altro che è in noi : arte e nazionalità, Bollati Boringhieri, 1996
- Ricordo di Lampedusa (1962) suivi de Da distanze diverse (1996), Bollati Boringhieri, 1996 ; 2001
- Introduzione a Mario Praz, La carne, la morte e il diavolo nella letteratura romantica, Sansoni, 1996
- L'intimità e la storia : lettura del Gattopardo, Einaudi, 1998
- Cura del convegno e degli atti di Giuseppe Tomasi di Lampedusa, cento anni dalla nascita, quaranta dal Gattopardo, Palerme, Palais Chiaramonte, 12, 13 et 14 décembre 1996, Assessorato alla cultura, 1999
- Statuti del soprannaturale nella narrativa, in Franco Moretti (direction), Il romanzo, vol. I (La cultura del romanzo), Einaudi, 2001
- La doppia seduzione, Einaudi, 2010 (roman)

### Traductions en français
- Lecture freudienne de « Phèdre », trad. par Danièle et Thomas Aron, Paris, Les Belles Lettres, 1986
- Un souvenir de Lampedusa (1962) suivi de A distances multiples (1996), trad. par Michel Balzamo, Paris, l'Inventaire, 1996
- Les objets désuets dans l'imagination littéraire: ruines, reliques, raretés, rebuts, lieux inhabités et trésors cachés, trad. par Paul-André et Aurélie Claudel, Paris, Garnier, 2010
- L'Intimité et l'Histoire: lecture du « Guépard », trad. par Chetro De Carolis, Paris, Garnier, 2014

### Traductions en anglais
- Toward a Freudian Theory of Literature: with an Analysis of Racine's « Phèdre », trad. par Charmaine Lee, Baltimore, Johns Hopkins University Press, 1978
- Obsolete Objects in the Literary Imagination: Ruins, Relics, Rarities, Rubbish, Uninhabited Places, and Hidden Treasures, trad. par Gabriel Pihas et Daniel Seidel, avec la collaboration d'Alessandra Grego ; préface par David Quint, New Haven, Yale University Press, 2006

### Préfaces
- Sigmund Freud, Il motto di spirito e la sua relazione con l'inconscio (Der Witz und seine Beziehung zum Unbewussten), trad. par S. Daniele et E. Sagittario, Torino, Bollati Boringhieri, 1975
- Carmelo Samonà, Fratelli e tutta l'opera narrativa, Mondadori, 2002
- 'Il vero in maschera: dialogismi galileiani. Idee e forme nelle prose scientifiche del Seicento d'Emanuele Zinato, Liguori, 2003
- Racconti, facezie, libelli de Voltaire, édition de Gianni Iotti, Einaudi, 2004
- Corrispondenza con la madre (1887-1905) de Marcel Proust, Rocco Carabba, 2010
- Marcel Proust, Contro Sainte-Beuve, trad. du français par M. Bertini et P. Sarini, Torino, Einaudi, 1974